# Еврипидис Бакирдзис
Еврипидис Бакирдзис (на гръцки: Ευριπίδης Μπακιρτζής) e гръцки военен и политик с леви убеждения, де факто министър-председател на Гърция от 10 март до 18 април 1944 година, като глава на Комитета за национално освобождение.

## Биография
Бакирдзис е роден в 1895 година в македонския град Сяр (Серес), тогава в Османската империя, днес в Гърция. Започва военна кариера и участва в Балканската, а по-късно и в Гръцко-турската война и стига до чин майор. Участва в революционния комитет на Николаос Пластирас, свалил крал Константинос I след Малоазиатската катастрофа.
В междувоенния период Бакирдзис участва в различни нелегални военно-политически организации. В 1926 година е осъден на смърт за участие в кръга Тзавелас-Бакирдзис, но не е екзекутиран. В 1928 година се връща във войската и като полковник в 1935 година участва в неуспешен опит за държавен преврат. Отново е осъден на смърт, но присъдата му е заменене със заточение на остров Свети Евстатий. В 1937 година правителството на Йоанис Метаксас го амнистира при условие, че напусне страната.
Бакирдзис се връща в Гърция през януари 1941 г. Участва в съпротивата срещу окупацията от страна на Германия, Италия и България на страната на ЕЛАС/ЕАМ и Гръцката комунистическа партия. Назначен е за генерал-губернатор на Македония. Когато се формира Комитетът за национално освобождение - правителството на комунистическата съпротива, Бакирдзис става негов пръв председател от март до април, когато отстъпва мястото си на Александрос Сволос, а той става заместник-председател – пост на който остава до разпускането на Комитета през септември 1944 г.
След освобождението на Гърция Бакирдзис е арестуван през 1946 година и е заточен на остров Агиос Кирикос, а по-късно на Фурни. През 1947 година е открит в дома си с куршум в сърцето. Смъртта му официално е обявена като причинена от самоубийство.
Бакирдзис е известен като червения полковник, псевдоним, с който той се подписва в левия вестник „Ризоспастис“. Името му носи улица в Сяр.